# Collection de pierres et de minéraux de Petra
Pour les articles homonymes, voir Petra.
La collection de pierres et de minéraux de Petra, en islandais Steinasafn Petru, est un petit musée minéralogique et botanique privé situé dans la commune de Stöðvarfjörður, dans la région d'Austurland, dans l'Est de l'Islande.

## Histoire
Il a été créé par Ljósbjörg Petra María Sveinsdóttir, une Islandaise née le 25 décembre 1922. Habitant avec ses parents dans le village de Bæjarstaðir, sur la côte nord du fjord de Stöðvarfjörður, elle vient habiter à cinq ans dans le village de Kirkjuból, actuellement Stöðvarfjörður.

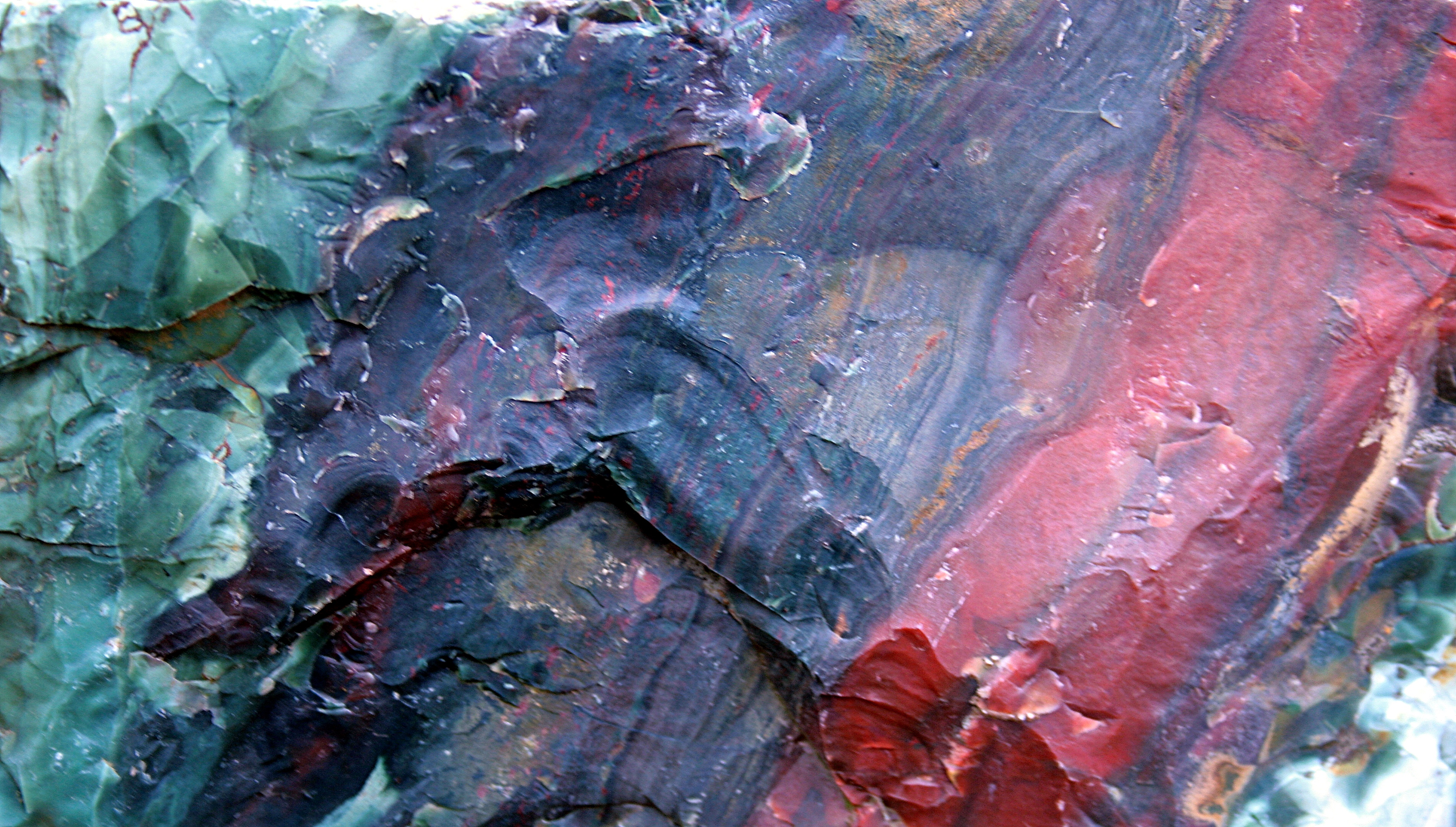
Agate.

Jouant dès l'enfance avec les pierres qu'elle ramasse, pour en faire des décorations, ou jouer à la dinette. Lorsqu'en 1945, elle se marie avec un pêcheur, elle et son époux achètent une petite maison qu'ils entreprennent d'agrandir. À partir de ce moment, elle réalise qu'elle a enfin la place de stocker toutes les pierres que jadis elle délaissait faute de place. Lorsque son mari meurt d'une crise cardiaque en 1974, elle décide d'ouvrir sa maison à tous ceux qui souhaiteraient voir sa collection de minéraux.
Pendant les vingt premières années de sa collection, Petra Sveinsdóttir se contente de ramasser des pierres dans les montagnes à proximité de sa maison, en raison de l'absence de routes facilement praticables. Plus tard, elle étend ses recherches à tout l'est de l'Islande.
Les minéraux sont exposés aussi bien dans la maison que dans le jardin, où ils côtoient une collection de végétaux locaux.
Le musée accueille au printemps et en été jusqu'à 20 000 visiteurs.